# Anna Bergström-Simonsson
Anna Katarina Bergström-Simonsson, född 30 december 1853 i Färnebo socken i Värmland, död 30 januari 1937, var en svensk sångpedagog. Hon var dotter till bruksägaren Olof Bergström och Brita Katarina, född Nilsson (1819-1901) och syster till Albert Bergström. 
Bergström-Simonsson avlade organistexamen vid Stockholms musikkonservatorium 1876, var musiklärare i Filipstad 1876–1880 och från 1880 musiklärare i olika skolor i Stockholm. Hon bedrev studier i röstbehandling och talteknik för mademoiselle Ypes-Speet i Zürich, professor Gutzmann och Flatau i Berlin, professor Mygind i Köpenhamn samt Stockhausen i Hamburg. Vidare gick hon i sångundervisning i Tyskland och Schweiz 1887 och 1890, Finland 1903 och Danmark 1905 samt var själv sånglärarinna vid Elementarskolan för flickor i Filipstad 1878-80, vid Södermalms högre läroanstalt för flickor 1880-97, vid Lyceum för flickor 1880-83, vid Ateneum 1881-97, vid Brummerska skolan 1886-1903 och vid Katarina församlings folkskola 1885-95. 
1897-1915 var hon lärare vid Statens högre lärarinneseminarium och Statens normalskola för flickor. 1902-20 var hon "ledare av provkurs i skola" vid Musikkonservatoriet i Stockholm. Hon gjorde betydande insatser för sången och taltekniken i skolan.
Anna Bergström-Simonsson invaldes som associé nummer 113 av Kungliga Musikaliska Akademien den 28 april 1904 och som ledamot 536 den 31 oktober 1912. Hon belönades med Litteris et Artibus 1914.
Hon gifte sig 1916 med direktören vid trafikförvaltningen Göteborg-Stockholm-Dalarna, Jonas Didrik Simonsson. De var bosatta på Strandvägen 35 i Stockholm.